# Mieke Kröger
Mieke Kröger (født 18. juli 1993) er en tysk cykelrytter, der senest kørte for Human Powered Health.
Hun repræsenterede Tyskland ved sommer-OL 2016 i Rio de Janeiro, hvor hun sluttede på en 9. plads i holdforfølgelsen.
Under sommer-OL 2020 i Tokyo, som blev afholdt i 2021, vandt hun guld i holdforfølgelsen.